# Lamine Dieng
Mouhamadou Lamine Dieng (Dakar, 30 de octubre de 1950-Vasastaden, Estocolmo, 5 de marzo de 2025) fue un actor, músico, coreógrafo y orador senegalés. Es más conocido por su actuación en las series de televisión, Två bröder emellan, Äkta människor y The Dog Trick.

## Biografía
Dieng nació el 30 de octubre de 1950 en Dakar, la capital senegalesa. Trabajó como empleado de banco en Senegal, pero tras conocer a una mujer sueca a sus veinticinco años, se mudó con ella a Småland.

## Carrera profesional
Después de mudarse a Byholma, comenzó su carrera como actor. En 1986, actuó en la obra Negerns och hundarnas kamp. En 1997, hizo su primera aparición en el cine con la película Välkommen till festen. Desde entonces, participó en cine y televisión con algunos papeles notables en Beck, Breaking Out, S: t Mikael: Traumaenheten, In Bed with Santa y Skärgårdsdoktorn.
En el 2019 actuó en la película tunecina While We Live dirigida por Dani Kouyaté. La película recibió elogios de la crítica, se proyectó en varios festivales de cine y ganó el premio a la Mejor Película de un africano residente en el extranjero en los Premios de la Academia de Cine de África, Lagos, Nigeria.

## Filmografía
| Año  | Título                    | Rol             | Tipo                     | Ref. |
| ---- | ------------------------- | --------------- | ------------------------ | ---- |
| 1997 | Välkommen till festen     | padre de Miriam | Película                 |      |
| 1997 | Beck                      | Torpedo 2       | Serie de televisión      |      |
| 1999 | Breaking Out              | Kostas          | Película                 |      |
| 1999 | S:t Mikael: Traumaenheten | Jespers far     | Serie de televisión      |      |
| 1999 | In Bed with Santa         | Busschaufför    | Película                 |      |
| 2000 | Skärgårdsdoktorn          | Dr. Barese      | Serie de televisión      |      |
| 2001 | En fot i graven           | Berry           | Serie de televisión      |      |
| 2002 | Svenska slut              | Urandöden       | Serie de televisión      |      |
| 2002 | The Dog Trick             | Taxista         | Película                 |      |
| 2002 | Skeppsholmen              | Milton          | Serie de televisión      |      |
| 2004 | Två bröder emellan        | Kim Diop        | Película para televisión |      |
| 2004 | Popular Music             | Kambune         | Película                 |      |
| 2008 | Habib                     | Paris Pappa     | Serie de televisión      |      |
| 2012 | A Society                 | Padre           | Cortometraje             |      |
| 2013 | Familjen Holstein-Gottorp | Mr. Nichimbi    | Serie de televisión      |      |
| 2014 | Äkta människor            | Nuru            | Serie de televisión      |      |
| 2016 | While We Live             | Modu            | Película                 |      |